# John Elskamp
John Wladimir Elskamp (Paramaribo, 11 de febrero de 1962) es un escritor de Surinam.

## Trayectoria
Elskamp es hijo de Jules y Gisela Elskamp Parisius. Su abuela paterna era María Lichtveld, una tía del escritor Albert Helman, y su abuelo paterno estaba casado con una tía del político Jopie Pengel. Elskamp tuvo intenciones de concurrió al Vrije Atheneum y al Instituto para la Formación de Docentes (LIO), pero, después de mucho deambular se convirtió en militar.
Elskamp ha estado escribiendo desde la escuela secundaria e hizo su debut con la historia Holland heeft ook takroesani que en 1997 fue incluido en la antología de cuentos, Het merkteken en andere verhalen (en español: La marca y otras historias), y Mama Sranan : twee eeuwen Surinaamse verhaalkunst (en español: "Mama Sranan: dos siglos de narraciones surinamesas") (1999) de Michiel van Kempen. En el 2005 apareció como el título de una colección de cuentos publicada en Paramaribo con historias de Elskamp. Luego años más tarde publicó la colección Holland maakt mensen gek (Holanda menai ke pagl) ("Holanda hace que la gente se vuelva loca")  y otras historias. En diciembre del 2007 publicó la colección de Robin y otras historias. En el 2008, la colección de cuentos De man die alles verloor en andere verhalen fue enviado a editorial y para el 2009 es una colección de historias plantados. Según el autor actualmente posee dos novelas en preparación.